# The Fox (album)
 For alternative betydninger, se The Fox. (Se også artikler, som begynder med The Fox)
The Fox er det 15. studiealbum af den britiske sanger Elton John, udgivet i 1981. Albummet blev indspillet i Nice, Frankrig i august 1979 og i Los Angeles, Californien fra januar til juni 1980. Albummet blev produceret af Elton John, Clive Franks og for første gang, Chris Thomas, der ville producere mange andre af hans følgende albums.
Tre af sangene blev indspillet i løbet af sessioner for hans forrige album 21 at 33 (1980). Alle B-sider udgivet i løbet af denne tid var også fra disse sessioner.

## Sporliste
| #  | Titel                               | Sangskriver(e)                                | Længde |
| -- | ----------------------------------- | --------------------------------------------- | ------ |
| 1. | "Breaking Down Barriers"            | Elton John, Gary Osborne                      | 4:41   |
| 2. | "Heart in the Right Place"          | Elton John, Gary Osborne                      | 5:11   |
| 3. | "Just Like Belgium"                 | Elton John, Bernie Taupin                     | 4:08   |
| 4. | "Nobody Wins"                       | Jean-Paul Dreau, Gary Osborne                 | 3:37   |
| 5. | "Fascist Faces"                     | Elton John, Bernie Taupin                     | 5:10   |
| 6. | "Carla/Etude" / "Fanfare" / "Chloe" | Elton John, James Newton Howard, Gary Osborne | 10:52  |
| 7. | "Heels of the Wind"                 | Elton John, Tom Robinson                      | 3:32   |
| 8. | "Elton's Song"                      | Elton John, Tom Robinson                      | 3:01   |
| 9. | "The Fox"                           | Elton John, Bernie Taupin                     | 5:11   |

Note : Sporene "Carla/Etude", "Fanfare" og "Chloe" er adskilt på lp-versionen, hvilket gør det et album med 11 spor.